# Bilobata subsecivella
Bilobata subsecivella is een vlinder uit de familie tastermotten (Gelechiidae). De wetenschappelijke naam van deze soort is voor het eerst geldig gepubliceerd in 1852 door Zeller.
De soort komt voor in tropisch Afrika.